# Benjamin Barré
Pour les articles homonymes, voir Barré.
Benjamin Barré, né en 1850 à Châtellerault et mort en 1917 dans le 15e arrondissement de Paris, est une personnalité de la Commune de Paris.

## Biographie
Ouvrier du bois originaire de la Vienne, Benjamin Barré déménage à Paris au cours des années 1860 dans le 4e arrondissement. Adjoint à la mairie du 1er arrondissement, il est élu aux élections du 16 mars 1871 mais démissionne peu après.
Membre du 22e bataillon de la Garde nationale, il est, le 11 mai, pris dans un traquenard des Versaillais. L'ensemble des prisonniers sont exécutés mais Benjamin Barré est laissé pour mort.
S'il figure parmi la liste des personnes particulièrement recherchées établie après la chute de la Commune, il est toujours établi à Paris en 1874. Il a donc pu probablement bénéficier d'un non-lieu.
Il publie un témoignage en 1909 dans le Mercure de France, sous le titre de « Une journée de la Commune. Souvenirs d'un fusillé ».